# Zorobabel
Zorobabel (Zerubbabel) je, prema hebrejskoj Bibliji, bio upravitelj pokrajine Jehud Medinata u sklopu Ahemenidskog Carstva i unuk Jekonije, pretposljednjeg kralja Judeje. Njegovo postojanje nije potvrđeno izvanbiblijskim izvorima, a povjesničarka Sarah Schulz sa Sveučilišta u Erlangenu–Nürnbergu smatra ga povijesno vjerojatnim, ali vjerojatno ne stvarnim upraviteljem pokrajine, slično kao i Nehemiju.
Prema biblijskom izvještaju, Zorobabel je predvodio prvu skupinu Židova, njih 42.360, koji su se vratili iz babilonskog sužanjstva u prvoj godini vladavine Kira Velikog, kralja Ahemenidskog Carstva. Smatra se da se povratak dogodio između 538. i 520. godine prije Krista. Ubrzo nakon povratka, Zorobabel je položio temelje za izgradnju Drugog hrama u Jeruzalemu. U Novom zavjetu navodi se i kao dio Isusova rodoslovlja.